# Finspångsån
Finspångsån (også kendt som Hällestadsån) er en å i den nordlige del af det svenske landskab Östergötland. Åen afvander også en mindre del af den sydøstlige del af landskabet Närke. Den er 86 km inklusive kildeløbene. Den har et afvandingsområde på 1.288 km², hvoraf 65% er skov og 11% dyrket område. Åen munder ud i søen Glan, ca. 8 km sydøst for Finspång, og fortsætter derfra i Motala ström. Finspångsån er Motala ströms tredjestørste biflod (Svartån og Stångån er større). 
58°42′19″N 15°46′52″Ø / 58.70528°N 15.78111°Ø